# Bihaćki muftiluk
Bihaćki muftiluk, muftijstvo Islamske zajednice u Bosni i Hercegovini koje djeluje na području Bosne i Hercegovine. Sjedište muftiluka je u Bihaću. Trenutačni muftija je hfz. Mehmed ef. Kudić (od 2019.).

## Povijest
Bihaćki muftiluk je osnovan 1883. godine kada je za muftiju postavljen Sabit ef. Ribić, zvani Širazija, Nakon njega na tu funkciju imenovan je hfz. Sulejman ef. Šarac, u periodu od 1885. do 1887. godine. Svečano je ustoličen za reis-ul-ulemu 26. lipnja 1910. godine. Hfz. Jusuf ef. Jahić je obavljao funkciju bihaćkog muftije punih 14 godina, do 1914. godine. U periodu od 1914. do 1921. mjesto muftije je bilo upražnjeno, ali je 1921. imenovan na dužnosto muftije Abdulah ef. Moranjak, da bi Muftijstvo bihaćko 1930. godine bilo ukinuto. Muftijstvo je 1993. godine obnovljeno i na čelu te institucije je postavljen Hasan ef. Makić, koji je tu dužnost obavljao do 2019. godine. 

## Organizacija
Bihaćkom muftiluku pripada 11 medžlisa (odbora) Islamske zajednice i to su: Bihać, Bosanski Novi, Bužim, Kozarac, Sanski Most, Bosanska Krupa, Bosanska Kostajnica, Bosanski Petrovac, Cazin, Prijedor, Velika Kladuša, koji su dalje podijeljeni na džemate. Džemati čine najmanje organizacione jedinice Islamske zajednice.
Na području Bihaćkog muftiluka nalaze se i dvije obrazovne ustanove Islamske zajednice u Bosni i Hercegovini. To su: Medresa Reis Džemaluddin ef. Čaušević u Cazinu i Islamski pedagogoški fakultet u Bihaću. 

## Muftije
| #  | Ime i prezime           | Mandat započeo | Mandat završen | Napomene |
| -- | ----------------------- | -------------- | -------------- | -------- |
| 1. | Sabit ef. Ribić         | 1883.          | 1885.          |          |
| 2. | hfz. Sulejman ef. Šarac | 1885.          | 1887.          |          |
| 3. | hfz. Jusuf ef. Jahić    | 1887.          | 1914.          |          |
| 4. | Abdulah ef. Moranjak    | 1921.          | 1930           |          |
| 5. | Hasan ef. Makić         | 1993.          | 2019.          |          |
| 6. | hfz. Mehmed ef. Kudić   | 2019.          | Trenutačno     |          |

## Vanjske poveznice
- Službene stranice Bihaćki muftiluk